# Bojuj nebo uteč
Bojuj nebo uteč (v anglickém originále Fight or Flight) je epizoda seriálu Star Trek: Enterprise. Jde o třetí díl první řady pátého seriálu ze světa Star Treku.

## Děj
Většina posádky Enterprise je unavena z toho, že i po dlouhé cestě vesmírem nenarazili na žádnou formu života, jen na jedné planetě odebrali jako vzorek slimáka, který se ale stejně nijak nemá k životu. Přesněji, vzorek odebrala Hoshi, která má výčitky z toho, že se teď tvor trápí. Vymění si také kajutu, protože v ní leží v jiném směru letu, než byla zvyklá a špatně se jí proto spí.
Navíc nefungují správně zaměřovače zbraňového systému, které měly být funkční už na Zemi. Kapitán nařizuje i cvičné střely, ale torpéda vždy minula svůj cíl. Malcolm se nakonec pokouší o opravu infračerveného senzoru.
T'Pol mezitím objevila blízko Enterprise loď dlouhou přibližně 92 metrů. Dle jejího názoru ji měli nechat být a nestrkat nos do cizích věcí, avšak zvědavostí ovládaný kapitán se rozhodl ji navštívit, když nereagovala na vysílání. Výsadku se zúčastnil kapitán, překladatelka Hoshi a bezpečnostní důstojník Reed. Hoshi sice protestovala, že jí skafandry způsobují klaustrofobii, ale musela poslechnout.
Na lodi našli na jednom místě všechny členy posádky, humanidy – byli mrtví a nějaký stroj z nich něco vysával. Hoshi, která je spatřila jako první, se při pohledu na ně málem zhroutila. Po návratu přemluvila T'Pol kapitána, aby letěli zase původním kurzem, protože pro mrtvou posádku se nedá nic dělat. A ten, kdo tam nainstaloval ten přístroj na nějaké využívání jejich těl, se asi vrátí, takže by byla ohrožena samotná Enterprise. Kapitán po malé době situaci přehodnotil, že je tam nenechá napospas, a během několika hodin se vrátil k tomu plavidlu.
Druhého výsadku se tedy zúčastní lékař Phlox, aby zjistil, jaký druh byly zemřelé osoby a co jim vlastně udělali. Dále Trip, který má zprovoznit jejich komunikační zařízení a Hoshi se pokusí rozlušit jejich jazyk a sestavit zprávu. Na cizím plavidle provedl lékař pitvu jednoho mrtvého. Zjistil, že z těl je „odčerpáván“ triglobulin podobný lidské mízní tekutině, která má široké užití. Hoshi se za pomoci Truckera podařilo přijít na neznámý jazyk. Přitom mu řekla, že hodlá požádat o návrat na Zem, protože nemá dost silnou povahu, aby se na ni mohl kapitán spolehnout, ne aby se pod tlakem sesypala.
T'Pol po chvíli hlásí, že se blíží plavidlo, které pravděpodobně může za masakr celé posádky, kterou teď zkoumali. Proto se výsadek vrátil urychleně na loď. Nepřátelé nereagují na volání. Nepřátelské plavidlo zahájilo na Enterprise palbu a poškodilo gondolu na levoboku, takže nešlo přejít na warp. Palba torpéd nezpůsobila nepříteli žádné škody, i když se ho podařilo strefit. Poté nepřátelé provedli na Enterprise submolekulární bioscan, kterým pravděpodobně zjišťovali, jestli mohou jejich těla využít podobně jako na lodi, kvůli které je teď Enterprise tam, kde je.
Naštěstí přiletěla loď, na které byl stejný druh, jako na té napadené. Jenže Hoshi ještě neuměla dobře jejich jazyk a překladač to taky moc nezvládal, takže oni pochopili, že Enterprise vraždila jejich lidi. Navíc nepřátelské plavidlo je vzalo do jakéhosi vlečného paprsku. Potom se ještě přiblížili a začali vrtat do trupu. Mezitím nedával překladač lodi mimozemšťanům valný smysl, takže byla Hoshi pod nátlakem kapitána nucena mluvit sama, i když jazyk ještě zdaleka neovládala a podařilo se jí vysvětlit, kdo způsobil masakr, takže mimozemšťané ihned začali pálit po nepřátelské lodi a když Enterprise trochu poodletěla, úplně ji zničili. Reedovi se podařilo vyladit zaměřování a torpédem přispěl k dílu taky. Kapitán poděkoval Hoshi za záchranu celé lodi.
Enterprise se seznámila s mimotemšťany; zjistili, že se nazývají Axanarové a jsou to hermafroditi žijící přes 400 let – byl s nimi navázán přátelský vztah. Kapitán pak ještě svolil k menší odbočce, aby mohla Hoshi vrátit "slimouše" do podobného prostředí, odkud ji vzala.